# Monastère de Sinaia
Le monastère de Sinaia est situé à Sinaia dans le județ de Prahova en Roumanie. Il est fondé en 1695 par le prince Mihail Cantacuzino et nommé d'après le mont Sinaï, en Égypte. En 2005, il est toujours habité par treize moines orthodoxes. Il fait partie du diocèse de Bucarest.

## Situation

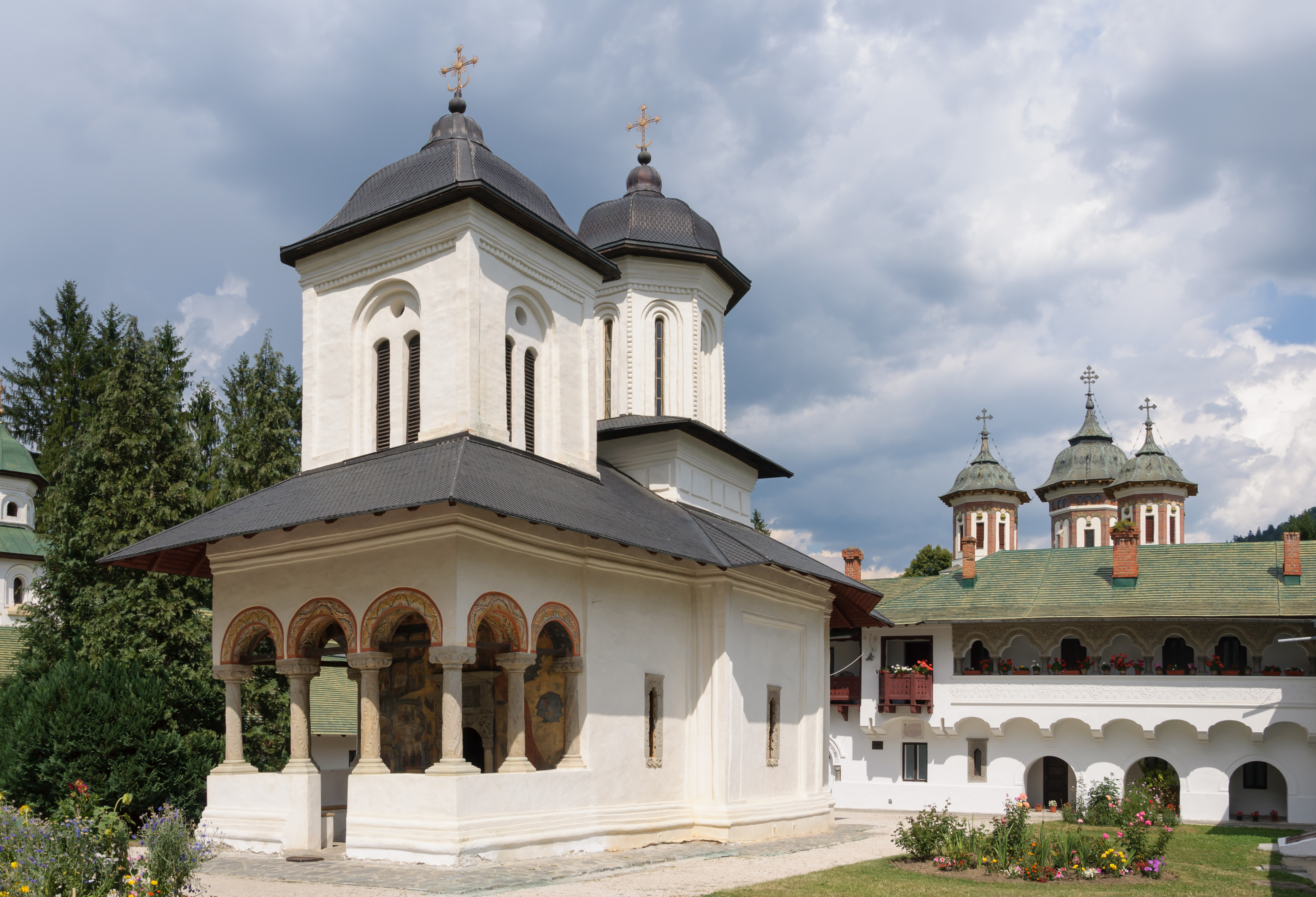
Biserica Veche, la « vieille église » (XVIIe s.) du monastère de Sinaia

Situé dans la vallée de la rivière Prahova, le monastère tient son nom de la ville voisine nommée Sinaia. Le monastère se constitue de deux cours intérieures entourées de bâtiments bas. Au centre de chaque cour est construite une petite église de style Brâncovenesc. L'une d'elles, la Biserica Veche (la vieille église) date de 1695. L'autre, la Biserica Mare (la grande église) est construite en 1846.
Les moines possèdent une bibliothèque conservant de précieux bijoux appartenant à la famille Cantacuzène ainsi que la première traduction de la bible en langue roumaine datant de 1668.